# Adriano Banchieri
Adriano Banchieri, född som Tommaso Banchieri 3 september 1568 i Bologna, död där 1634, var en italiensk benediktinmunk, kompositör, organist och musikolog under renässansen och tidiga barocken. Han grundade Accademia dei Floridi i Bologna.

## Biografi
Adriano Banchieri föddes och dog i Bologna. 1587 blev han munk i benediktinorden, avlade sina ordenslöften 1590, och antog namnet Adriano. En av hans lärare vid klostret var Gioseffo Guami, som fick ett grundligt inflytande på hans stil.
I likhet med Orazio Vecchi var Banchieri intresserad av att utveckla madrigalen i dramatisk riktning. Framför allt var han en av fäderna till den så kallade madrigalkomedin, icke-sceniska men dramatiserade samlingar av madrigaler vilka sjungna tillsammans bildade en berättelse. Tidigare höll man dessa madrigalkomedier som en av operans föregångare, men de flesta musikhistoriker idag anser att madrigalkomedins utveckling var separat och bara ett av alla uttryck som intresset tog sig i samtidens Italien att skapa nya musikdramatiska former. Banchieri skrev också ett antal canzonetta, ett lättare och mycket populärt alternativ till madrigalen under 1500-talets slut.
Banchieri var missnöjd med monodin i samtida kompositioner och dess revolutionära tendenser ifråga om harmoniken, om vilket han livfullt språkar i sin Moderna Practica Musicale (1613) när han systematiserar reglerna för den monodiska konsten med basso continuo.
I flera utgåvor med början år 1605 och omtryckta minst sex gånger innan åtminstone 1638, publicerar Banchieri ett antal stycken för orgel med titeln l'Organo suonarino. Hans sista publikation var Trattenimenti da villa, 1630. Enligt Farahat skrev Banchieri fem madrigalkomedier mellan 1598 och 1628 vilka innehåller intrig- och karaktärsutveckling; den första var La pazzia senile från 1598, och den sista La saviezza giovenile.